# عيسى بن جعفر الحسني
الشَّريف عيسى جعفر بن محمد الموسوي الحسني الهاشمي (توفي 384 هـ) هو شريف مكة الثاني وحكم أميرًا على الحجاز في أواخر القرن العاشر بعد أبيه جعفر. رغم عدم تسجيل السنة المُحددة التي تولى فيها منصبه، إلا أن ابن خلدون ذكر أنه كان أميرًا عام 366 هـ، وفي هذه السنة حاصر جيش الدولة الفاطمية مكة والمدينة لفرض الخطبة باسم الخليفة الفاطمي العزيز. توفي عيسى سنة 384 هـ وخلفه أخوه أبو الفتوح. ولم يعقب له ولد.

## نسبه
هو: الشَّريف عيسى بن جعفر بن محمد بن الحسين بن محمد الثائر ابن موسى الثاني بن عبد الله بن موسى الجَوْن بن عبد الله المَحْض بن الحسن المثنى بن الحسن السبط بن علي بن أبي طالب.